# Newsoms
Newsoms és una població dels Estats Units a l'estat de Virgínia. Segons el cens del 2000 tenia 282 habitants.

## Demografia
Segons el cens del 2000, Newsoms tenia 282 habitants, 124 habitatges, i 77 famílies. La densitat de població era de 217,8 habitants per km².
Dels 124 habitatges en un 25,8% hi vivien nens de menys de 18 anys, en un 43,5% hi vivien parelles casades, en un 16,1% dones solteres, i en un 37,1% no eren unitats familiars. En el 33,1% dels habitatges hi vivien persones soles el 24,2% de les quals corresponia a persones de 65 anys o més que vivien soles. El nombre mitjà de persones vivint en cada habitatge era de 2,27 i el nombre mitjà de persones que vivien en cada família era de 2,9.
Per edats la població es repartia de la següent manera: un 20,6% tenia menys de 18 anys, un 7,8% entre 18 i 24, un 27,3% entre 25 i 44, un 23% de 45 a 60 i un 21,3% 65 anys o més.
L'edat mediana era de 42 anys. Per cada 100 dones de 18 o més anys hi havia 79,2 homes.
La renda mediana per habitatge era de 26.250 $ i la renda mediana per família de 40.000 $. Els homes tenien una renda mediana de 28.125 $ mentre que les dones 18.125 $. La renda per capita de la població era de 16.633 $. Entorn del 9,7% de les famílies i el 12,9% de la població estaven per davall del llindar de pobresa.

## Poblacions més properes
El següent diagrama mostra les poblacions més properes.